# Gaydar (Website)

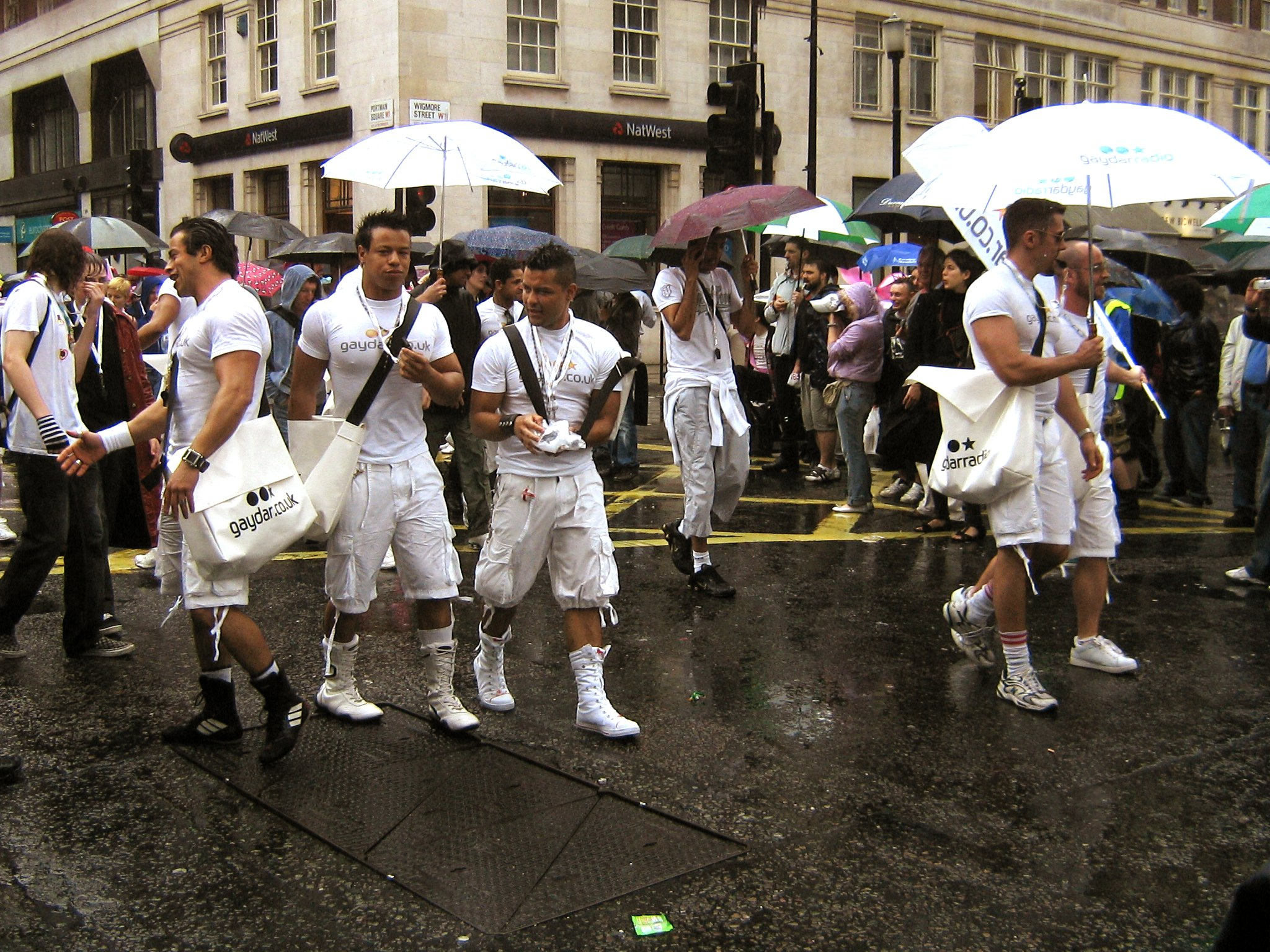
Werbemänner von Gaydar.co.uk am Gaypride 2007 in London

Gaydar ist nach eigenen Angaben das größte englischsprachige Chat- und Kontaktportal für homosexuelle, bisexuelle und transgeschlechtliche Menschen im Internet. Das Portal wurde im November 1999 unter diesem Namen von dem Südafrikaner Gary Frisch und seinem Partner Henry Badenhorst eröffnet, nachdem ihnen ein Freund erklärt hatte, dass er zu beschäftigt sei, um nach einem neuen Freund zu suchen. Der Name leitet sich von der Fähigkeit Gaydar ab.
Aufgrund seines Ursprungs und seiner Präsenz in Großbritannien liegt der Schwerpunkt der Nutzung weiterhin im englischsprachigen Raum.
Registrierten Benutzern ist es möglich, online in Profilen anderer Benutzer zu suchen und mit ihnen zu chatten. Fotos können zu Profilen der einzelnen Benutzer hinzugefügt werden. Das Portal verfügt des Weiteren über ein Radio mit dem Namen Gaydar Radio.
In die Aufmerksamkeit der Medien geriet das Portal, als der britische Politiker Chris Bryant 2003 die Website nutzte. Dasselbe geschah 2006, als der verheiratete britische Politiker Mark Oaten das Portal benutzte.
Am 30. April 2007 wurde das Gaydar Radio mit dem Sony Award als beste Digital Terrestrial Station of the Year ausgezeichnet.
Am 10. Februar 2007 stürzte Gary Frisch unter dem Einfluss der auch halluzinogen wirkenden Droge Ketamin vom Balkon seiner im achten Stock liegenden Wohnung und verstarb.
Im Mai 2007 wurde Henry Badenhorst von der Independent on Sunday als vierteinflussreichste schwule Person im Vereinigten Königreich benannt.
Ende Juni 2007 wurde ein Rechtsstreit zwischen dem Betreiber des hier besprochenen britischen Dating-Portals Gaydar, der Firma Qsoft Consulting Ltd. in Twickenham, und der US-amerikanischen Firma Teddy Tong bekannt, die unter diesem Namen ebenfalls eine Internet-Präsenz betreibt und den Namen Gaydar ihrerseits beansprucht.
Qsoft Consulting Ltd. wurde Anfang 2018 aufgelöst. Aktueller Betreiber der Plattform ist GDOnline Limited.